# Titularbistum Vada
Vada ist ein Titularbistum der römisch-katholischen Kirche.
Die in Nordafrika gelegene Stadt Vada (das heutige Chebba in Tunesien) beim Vorgebirge Caput Vada (heute Ras Kapudia) in der Provinz Byzacena war ein alter römischer Bischofssitz, der im 7. Jahrhundert mit der islamischen Expansion unterging. Er lag in der römischen Provinz Numidien.
| Titularbischöfe von Vada |                            |                                                |                 |                   |
| Nr.                      | Name                       | Amt                                            | von             | bis               |
| 1                        | Augustin-Marie Tardieu MEP | Apostolischer Vikar von Qui Nhơn (Vietnam)     | 10. Januar 1930 | 12. Dezember 1942 |
| 2                        | Anthony Jordan OMI         | Apostolischer Vikar von Prince George (Kanada) | 22. Juni 1945   | 27. April 1955    |
| 3                        | Longinus Gabriel Pereira   | Weihbischof in Bombay (Indien)                 | 5. Mai 1955     | 19. Dezember 2004 |
| 4                        | George Beluso Rimando      | Weihbischof in Davao (Philippinen)             | 4. März 2006    |                   |